# Mory Kanté
Mory Kanté (Kissidougou, 29 maart 1950 – Conakry, 22 mei 2020) was een zanger, muzikant en griot afkomstig uit Guinee. Hij werd bekend door de hit Yéké yéké uit 1988.

## Levensloop
Mory Kanté's grootvader van moeders kant was een spiritueel leider in de regio waar de stam van Mory Kanté woonde, de grensregio tussen Mali en Guinee. Hij gaf zijn kleinkind zijn naam Mory mee. Zowel de vader van Mory Kanté (El Hadj Djelifode) als de moeder waren beide zogenaamde griots. Mory Kanté was een van de 38 kinderen van El Hadj Djelifode, die 109 jaar zou zijn geworden.
Als kind bezocht Mory Kanté de Franse school. Hij leerde onder meer de balafoon te bespelen. Vanaf zijn vijftiende woonde Mory Kanté enkele jaren in Bamako, de hoofdstad van Mali, bij een oom als onderdeel van zijn inauguratie als griot. In deze periode leerde Mory Kanté gitaar spelen en maakte hij kennis met muziekstromingen uit andere delen van de wereld.
In 1971 voegde Mory Kanté zich bij de muziekgroep The Rail Band, in eerste instantie als gitarist en balafonist, maar later ook als zanger. In 1978 verliet hij de groep. Omdat hij zich ergerde aan de opkomst van moderne, Westerse instrumenten in de Afrikaanse muziek begon hij met een studie naar traditionele Afrikaanse muziek en instrumenten zoals de kora. In deze periode groeide zijn bekendheid in Afrika.
In 1984 vertrok Mory Kanté naar Parijs. Daar woonde hij aanvankelijk als illegaal zonder verblijfsvergunning. In Parijs nam hij het nummer Yéké yéké op. Twee jaar later werd dit nummer geremixt en uitgebracht op single. De plaat werd, tot ieders verrassing, een enorme internationale hit. In veel landen, waaronder Nederland, haalde de plaat de nummer 1-positie. Het nummer was in 2000 te horen op de soundtrack van de film The Beach. In 1995 kreeg het een tweede leven in de dancescene. Het Duitse duo Hardfloor maakte er een remix van die in de Britse hitlijsten terecht kwam.
Begin jaren 90 begon Mory Kanté met een 'muziekstad' op zijn landgoed in Afrika. Als eerste bouwde hij er een nieuwe opnamestudio.
Mory Kanté geldt in Nederland, voor het grote publiek, als een eendagsvlieg. Hij heeft echter nog meer cd's gemaakt, die vooral bekend zijn bij liefhebbers van Afrikaanse muziek, zoals Sabou, verschenen in 2004.
In 2008 trad hij voor het laatst op en in 2012 verscheen zijn laatste CD. Verder spelen liet zijn gezondheid niet meer toe.

## Discografie

### Albums
- Courougnegne (1981)
- N'Diarabi (1982)
- A Paris (1984)
- 10 Cola Nuts (1986)
- Akwaba Beach (1987)
- Touma (1990)
- Nongo Village (1993)
- Tatebola (1996)
- Tamala – Le Voyageur (2001)
- Best Of (2002)
- Sabou (2004)
- La Guinéenne (2012)
- N'diarabi (2017)

### Singles
- Yéké yéké / Akwaba Beach (1988) (Veronica Alarmschijf Radio 3 op 8 april 1988). #1 in de Nederlandse Top 40, Nationale Hitparade Top 100, Vlaamse Radio 2 Top 30.
- Tama / Inch’ Allah (1988)

### NPO Radio 2 Top 2000
| Nummer met noteringen in de NPO Radio 2 Top 2000 | '99  | '00-'01 | '02  |
| ------------------------------------------------ | ---- | ------- | ---- |
| Yéké yéké                                        | 1585 | -       | 1801 |

1. ↑  Een '-' betekent dat het nummer niet was genoteerd en een vetgedrukt getal geeft de hoogste notering aan.
2. ↑  Deze tabel is bijgewerkt tot en met de laatste editie (2024).